# William Mumler
William Howard Mumler, noto anche come William H. Mumler (Boston, 1832 – Boston, 16 maggio 1884) è stato un fotografo statunitense, viene considerato il primo fotografo spiritico della storia.

## Biografia
Mumler era dedito alla fotografia amatoriale nel tempo libero dal suo impiego di incisore di gioielli in una ditta di Boston, prima di dedicarvisi a tempo pieno, grazie alla scoperta, in maniera del tutto accidentale, della doppia esposizione. Infatti, facendosi un autoritratto emerse, dietro la sua immagine quella che sembrava essere l'apparizione di un suo cugino deceduto dodici anni prima. Sebbene non vi sia certezza assoluta nella datazione dell'immagine essa viene collocata all'inizio degli anni Sessanta dell'Ottocento, probabilmente nel 1861, e viene considerata la prima fotografia spiritica.

Autoritratto di William Mumler con il fantasma di suo cugino, 1861 circa

A quel punto, intuendo che si trattava di un settore in cui investire, lasciò il lavoro per diventare fotografo a tempo pieno dedicandosi alla fotografia spiritica. Per un periodo rimase a Boston ma in un secondo momento lasciò la città per trasferirsi a New York dove le sue foto furono analizzate da molti esperti, i quali non trovarono nessun elemento che provasse che fossero opera di frode. Del resto, la situazione della guerra civile americana stava provocando migliaia di morti da entrambe le parti tra nordisti e sudisti (alla fine delle ostilità si stimarono in oltre 600 000 vittime) e tante famiglie si rivolsero a Mumler per aver una qualche prova che i loro parenti, caduti in guerra, fossero ancora con loro, seppure in spirito. Ciò costituiva una enorme fonte di reddito per il fotografo. Mumler invitò perfino l'allora famoso fotografo James Wallace Black ad esaminare il procedimento da lui utilizzato per realizzare le immagini, ma neppure Black fu in grado di stabilire il motivo delle apparizioni dei "fantasmi" nelle fotografie di Mumler.
Mumler sposò Hannah Frances Green (1832-1912), probabilmente nel 1864. Lei era divorziata o vedova, essendo da quanto si sa, già sposata con Thomas Miller nel 1852, con due figli. Le cronache riportano che la moglie svolgesse anche il ruolo di segretaria al marito. Secondo un'altra fonte si apprende che la moglie svolgeva un'attività di guaritrice e di medium.

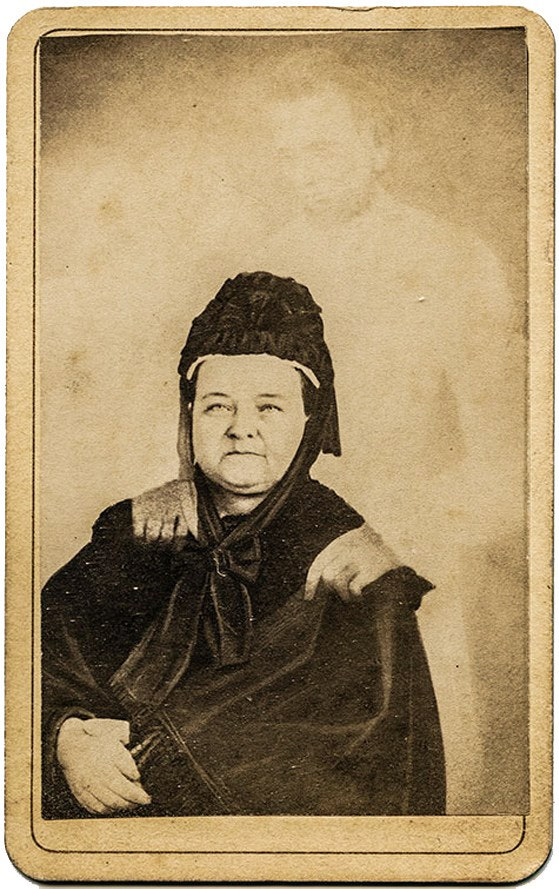
Mary Todd Lincoln in abito da lutto nel 1872 con lo "spirito" di Abraham Lincoln, morto nel 1865

Senza dubbio la fotografia più famosa di Mumler fu quella in cui la vedova Mary Todd compare con alle spalle il "fantasma" del marito, l'ex presidente degli Stati Uniti d'America Abraham Lincoln, il quale sembra addirittura appoggiare le mani su di lei. Nel suo volume "Ghosts Caught on Film", Melvyn Willin, precisa che, secondo i dati a sua disposizione, la foto dovrebbe essere stata scattata attorno al 1869 e che il fotografo stesso non sapeva che avesse di fronte la vedova dell'ex presidente ma una signora dal nome Mrs. Tundall o qualcosa di simile. Solo dopo la stampa si è reso conto di cosa avesse tra le mani. In una lettera al quotidiano "Boston Record", Mumler affermò che la fotografia era stata scattata alla fine del mese di febbraio 1872. La foto risulterebbe essere stata scattata dopo il processo subito a New York da Mumler, dal quale uscì assolto, decidendo di tornare a Boston e dedicarsi alla fotografia tradizionale. A Boston gestì un piccolo negozio fotografico ed inventò un procedimento che consentì per la prima volta la stampa di fotografie sui giornali, chiamato "processo Mumler", cioè prodotte e stampate con la stessa facilità delle xilografie. Fu in questo periodo che alcuni clienti continuarono a chiedergli, sia pure più raramente di prima foto spiritiche. E fu in questo periodo a Boston, appunto, che scattò la foto che lo ha reso celebre, quella a Mary Todd, che un'altra fonte data però al 1870.

## Il processo
Si alzarono molte critiche nei confronti di Mumler. Tra quelle che più inveivano contro di lui tacciandolo di "truffatore" c'era quella del politico e uomo d'affari P. T. Barnum, celebre per aver promosso varie campagne contro le bufale e per aver fondato e diretto il Ringling Bros. e Barnum & Bailey Circus. Egli sosteneva che si approfittava del dolore delle persone che avevano perso i familiari in guerra. Mentre altri lo accusarono addirittura di entrare nelle case della gente per rubare le foto dei parenti.
Nel 1869 fu formalmente incriminato ed incarcerato nella prigione delle Tombs a New York. Il processo ebbe un'eco mondiale ed il dibattito tra la gente non fu tanto di colpevolezza o di innocenza ma piuttosto sul piano della visione spiritualistica del mondo. L'accusa formale fu quella di aver ingannato persone "credulone" vendendo loro, tramite artifici, presunte foto di fantasmi che in qualche modo fossero affini ai loro familiari. L'avvocato difensore chiamò a testimoniare diversi fotografi i quali non riuscirono a spiegare il modo in cui Mumler riuscì a creare quell'effetto. Sono stati chiamati anche i clienti stessi del fotografo, tra i quali lo scettico Charles F. Livermore il quale però aveva ricevuto una fotografia in cui si vedeva chiaramente ben visibile il "fantasma" della sua moglie morta nel 1860: egli risultò un testimone chiave al processo, nonostante ulteriori critiche. Tra coloro che provarono a spiegare come facesse Mumler a falsificare le sue foto, assunto da P. T. Barnum, ci fu il fotografo Abraham Bogardus che provò a ricostruire nel suo laboratorio i fantasmi per mostrare alla corte quanto fosse facile "fabbricare" delle bufale. Peraltro, Bogardus spiegò come nella foto di Livermore la differenza delle ombre, cioè quella del soggetto principale rispetto a quella del fantasma, andassero in direzioni opposte, come se i due scatti fossero stati fatti in due momenti diversi. Nonostante tutto, Mumler venne assolto perché non fu possibile dimostrare con assoluta certezza come avesse scattato le foto e questo per i giudici significò che la frode non poteva essere provata concretamente.
Le fotografie di Mumler furono dapprima acquistate in un album contenente 39 immagini da Samuel Wagstaff nel 1974 ed in seguito fu acquisito dal Getty Museum.

## Pubblicazioni
- The Personal Experiences of William H. Mumler in Spirit-Photography, Colby and Rich, Boston, 1875

## Galleria d'immagini

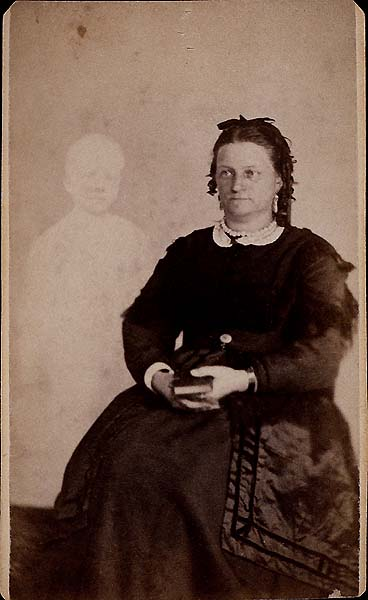
'Mrs French', 1868 circa
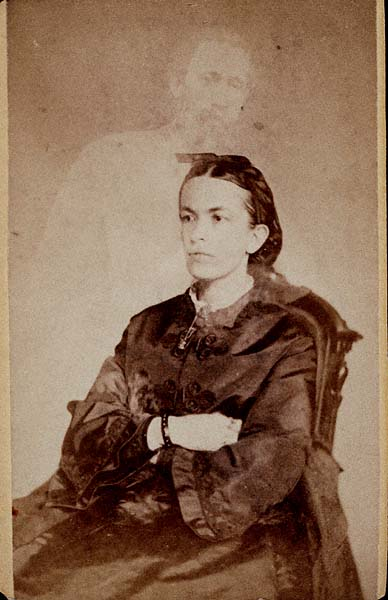
Fanny Conant, 1868 curca
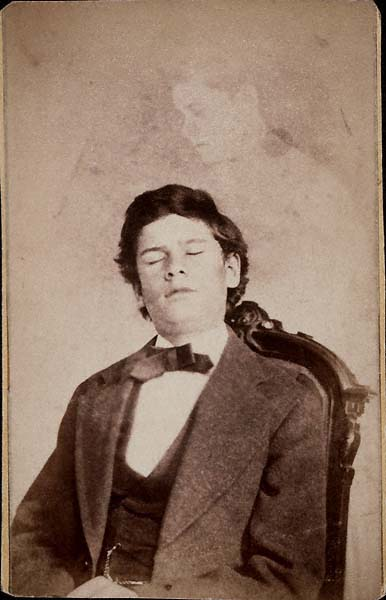
'Master Herrod', 1868 circa
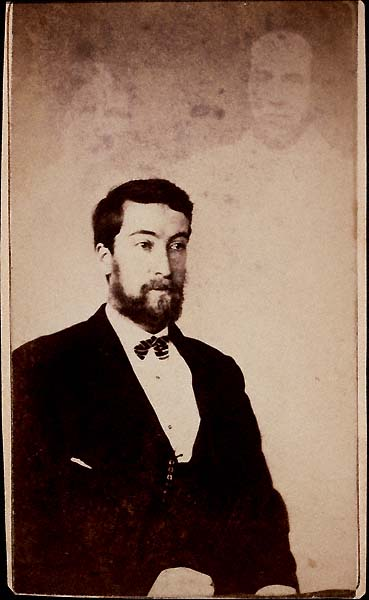
persona ignota con due fantasmi, 1870
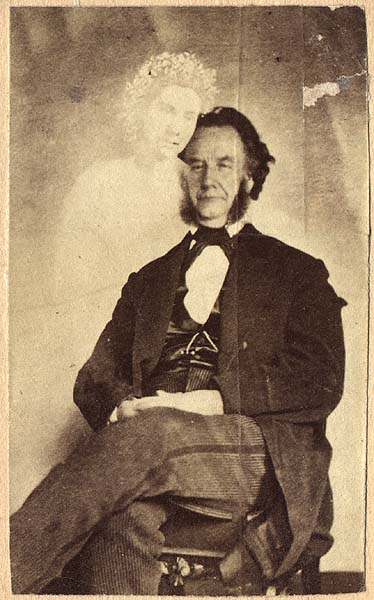
Moses A. Dow, editore del "Waverley Magazine", 1871 circa
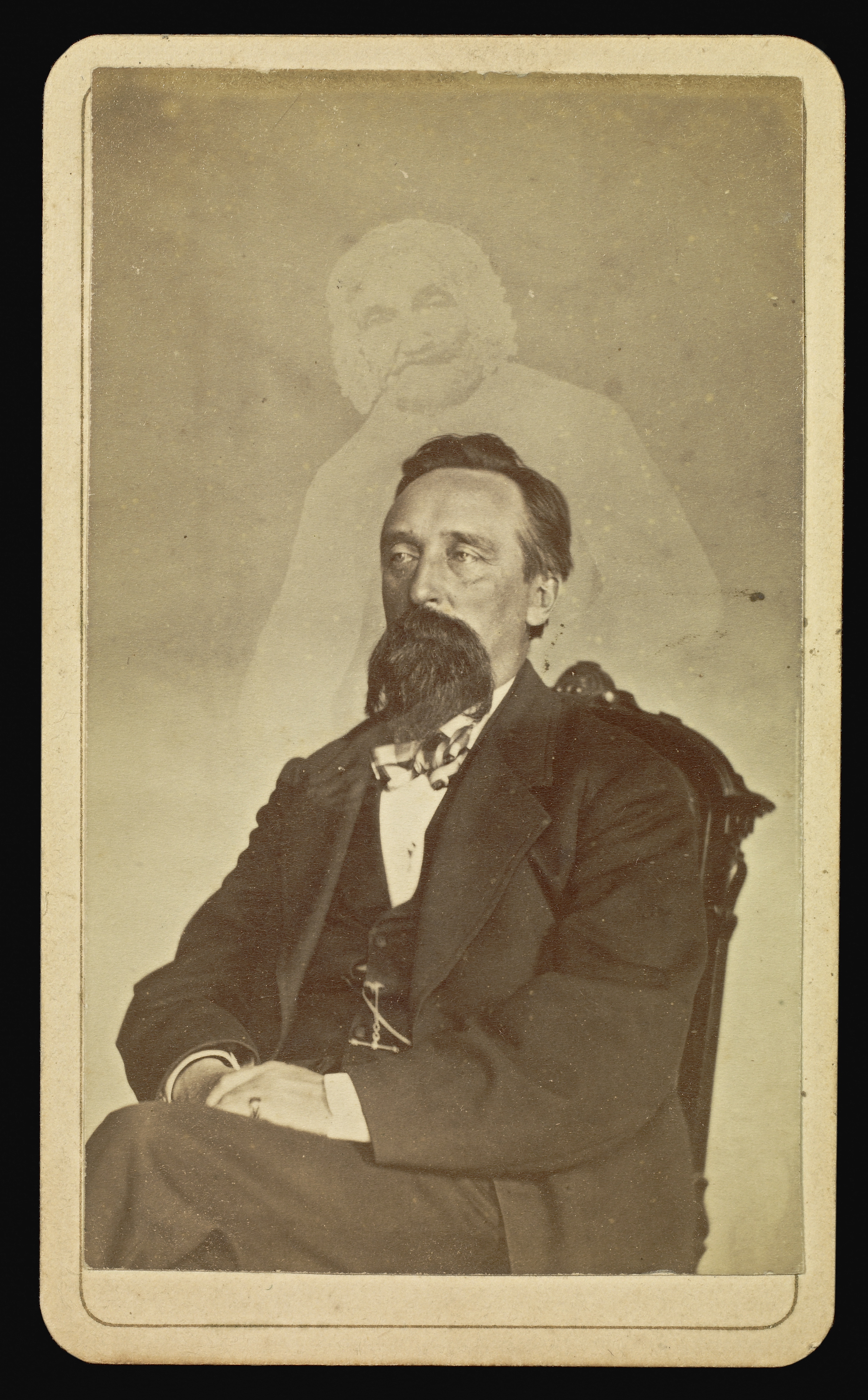
John J. Glover, tra il 1862 e il 1875
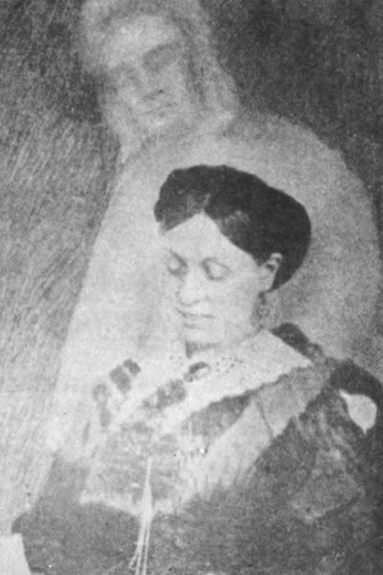
la sostenitrice del moderno spiritualismo Emma Hardinge Britten, immagine resa nota solo nel 1911